# لويس إس. بيترسون
لويس إس. بيترسون (بالإنجليزية: Louis S. Peterson)‏ هو كاتب مسرحي أمريكي، ولد في 17 يونيو 1922 في هارتفورد في الولايات المتحدة، وتوفي في 27 أبريل 1998 في نيويورك في الولايات المتحدة.

## وصلات خارجية
- لويس إس. بيترسون على موقع IMDb (الإنجليزية)
- لويس إس. بيترسون على موقع قاعدة بيانات برودواي على الإنترنت (الإنجليزية)
- لويس إس. بيترسون على موقع قاعدة بيانات الفيلم (الإنجليزية)